# ماغنوس أندرسون (عازف الغيتار الكلاسيكي)
ماغنوس أندرسون هو عازف غيتار الكلاسيكي سويدي، ولد في 1956.

## وصلات خارجية
- ماغنوس أندرسون على موقع ميوزك برينز (الإنجليزية)